# 598 (číslo)
Pět set devadesát osm je přirozené číslo. Následuje po čísle pět set devadesát sedm a předchází číslu pět set devadesát devět. Římskými číslicemi se zapisuje DXCVIII a řeckými číslicemi φϟη.

## Matematika
598 je:
- Deficientní číslo
- Složené číslo
- Nešťastné číslo

## Astronomie
- (598) Octavia je planetka hlavního pásu, kterou objevil v roce 1906 Max Wolf

## Ostatní
- +598 je mezinárodní telefonní předvolba Uruguaye

## Roky
- 598
- 598 př. n. l.